# Sätraaffären
Sätraaffären kallas en affärstransaktion som ägde rum 1961 gällande ett markförvärv av Stockholms stad för Sätra gårds egendom i sydvästra Stockholm. Tillsammans med den ungefär samtida Vårbyaffären säkrade Sätraaffären Stockholms fortsatta utbyggnad under 1960-talet på Söderort.

## Historik

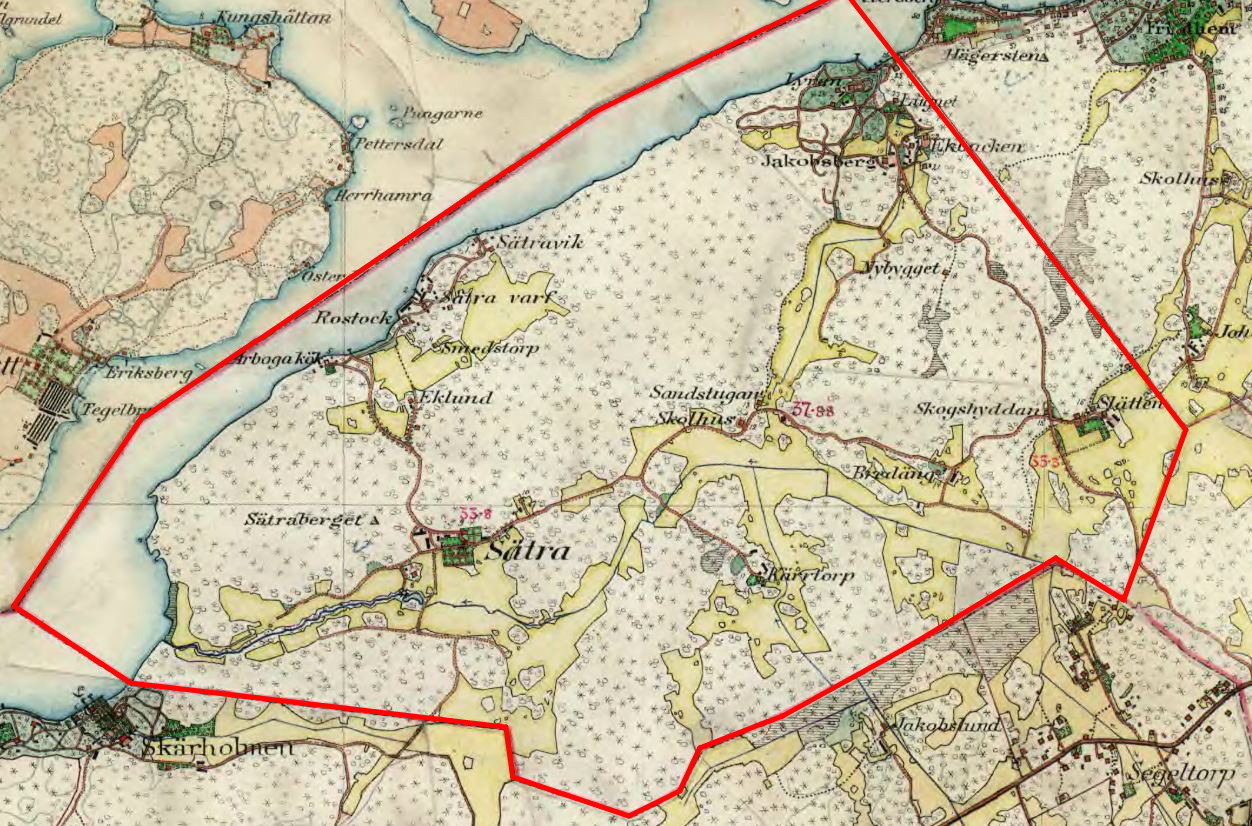
Sätra gårds ägor omkring år 1900.

Redan runt sekelskiftet 1900 började Stockholm stad göra stora markinköp i stadens närområden och grannkommuner för att säkerställa möjligheter till framtida expansion. Utanför Stockholms södra delar  förvärvades 1931 exempelvis godset Vårby gårds egendomar. 1945 följde Skärholmen och på 1950- och 1960-talen utfördes ytterligare några markköp, medan Sätra gårds mark (omfattande 510 hektar) återstod. Enligt Generalplan för Stockholm 1952 skulle tunnelbanans sydvästra gren fortsätta från Mälarhöjden för att mata de planerade tunnelbaneförorter Sätra, Vårberg och ännu längre västerut. 
Sätra ägdes vid denna tid av tre kristna stiftelser: Ersta diakonissanstalt, Sällskapet Vänner till Pauvres Honteux och Stockholms sjukhem. De tre stiftelserna var dock ovilliga att sälja sin egendom varför Stockholms stad drev affären till ett exproprieringsärende som skulle tvinga ägarna till försäljning mot en viss ekonomisk ersättning. Staden erbjöd 11 miljoner kronor som man hade kommit fram till genom den exploateringgrad vilken skulle tillämpas för den framtida bebyggelsen i Sätra. Erbjudandet avvisades av stiftelsen och lät i sin tur upprätta en alternativ plan med mycket tätare bebyggelse som skulle medföra ett betydligt högre tomtvärde på omkring 58 miljoner kronor. 
Nu riskerade man en lång utdragen juridisk process och för att undvika den kom man efter långa och hårda förhandlingar fram till en kompromiss som innebar att Stockholms stad betalade 30 miljoner kronor. Avtalet slöts på våren 1961. Uppgörelsen tillät även privata byggherrar att bli verksamma vid uppförandet av Sätras bebyggelse. Några av dem kunde genom sina banker hjälpa staden med finansieringen av köpet. Som tack för hjälpen erhöll de byggrätten till nära hälften av marken i Sätra. 
Genom sätraöverenskommelsen fick staden ett område där man omgående kunde börja bygga bostäder. En generalplan för hela området Skärholmen-Vårberg upprättades 1962 och byggarbetena började 1964 i Sätradelen. Fyra år senare var hela stadsdelen färdigbyggd. Under dessa år uppfördes 66 flerfamiljshus och 548 enfamiljshus i form av radhus, kedjehus och villor. Stockholmshem byggde 1 191 lägenheter, HSB nio och för resten stod privata byggmästare och byggherrar.